# Denver Broncos
Denver Broncos este o echipă de fotbal american din Denver, Colorado, Statele Unite. Este membră a Diviziei de Vest a American Football Conference (AFC) din National Football League (NFL). Echipa are sediul central în Dove Valley, Colorado și joacă meciurile de pe teren propriu pe Empower Field at Mile High din Denver.
Echipa a început să joace în 1960 ca membru fondator al American Football League (AFL) și s-a alăturat NFL ca parte a fuziunii în 1970. Echipa este deținută de Pat Bowlen și joacă în prezent jocurile de pe teren propriu pe Empower Field at Mile High (stadionul a fost cunoscut anterior ca Invesco Field at Mile High din 2001-2010, Sports Authority Field at Mile High din 2011-2017 și Broncos Stadium at Mile High din 2018-2019). Înainte de aceasta, clubul și-a jucat jocurile pe teren propriu pe stadionul Mile High Stadium din 1960 până în 2000.